# Blow Me Wide Open
«Blow Me Wide Open» —en español: «Me Golpeas Completamente»—es el segundo sencillo oficial de Saint Asonia.

## Producción
Con el lanzamiento 31 de julio de su álbum debut homónimo poco más de un mes de distancia, Saint Asonia han dado a conocer el video lírico para el nuevo sencillo "Blow Me Wide Open" y echar un vistazo a la segunda entrega de "Making Of" de la banda de vídeo que narra la creación del álbum publicado a continuación.
En una entrevista, Mushok declaró: "Estoy muy orgulloso de la forma en que el disco salió. Creo que sin duda superó lo que estábamos tratando de lograr; definitivamente hicimos. Quiero decir, el tipo de registro recorre toda la gama - hay algunas cosas bastante pesado, y hay un par de canciones en ahí que son simplemente hermosas canciones ".